# 세계 보건의 날

세계 보건의 날(World Health Day)는 매년 4월 7일이며, 세계 보건 기구(WHO, World Health Organization)의 설립을 기념하고 매년 전 세계적으로 핵심적인 보건 문제를 선정하여 이를 위한 한 해 동안의 국제적, 지역적, 지방적인 행사를 조직하기 위해 제정되었다.
이 날은 1945년 제01회 세계보건총회(World Health Assembly)에서 요청되었으며, 1950년 이래로 매년 4월 7일에 기념되어 왔다. 세계 보건 기구(WHO)는 매년 최우선적으로 중요한 보건 문제를 강조하기 위해서 주제를 선정한다.
세계 보건의 날은 국제 공동체에 영향을 미치는 핵심적인 공공 보건 문제에 초점을 맞추는 세계적인 계기이다. 이 날은 4월 7일을 넘어서는 장기적인 프로그램들로 이어진다.

## 역대 주제들
- 2001년: '정신 보건: 배제의 중지, 돌봄에 도전'(mental health: stop exclusion, dare to care)
- 2002년: '보건에 대한 요구'(move for health)
- 2003년: '미래의 삶 형성하기'(shape the future of life)
- 2004년: '교통 안전'(road safety)
- 2005년: '모든 어머니와 아이들을 고려하기'(make every mother and child count)
- 2006년: '보건을 위해 함께 일하기'(working together for health)
- 2007년: '국제 보건 안전'(international health security)
- 2008년: '기후 변화로부터 건강을 보호하기'(protecting health from climate change)
- 2009년: '응급상황시 병원을 안전하게 만들기'(make hospitals safe in emergencies)
- 2010년: '도시화와 보건 - 1000개의 도시, 1000개의 삶'(urbanization and health - 1000 cities, 1000 lives)

- 2011년: '항균제 내성과 그 세계적 확산'(Antimicrobial resistance and its global spread)

- 2012년: 노화와 건강(Aging and Health)

- 2013년: 고혈압(Hypertension)

- 2014년: ‘매개체 감염 질병’(Vector-borne diseases)

- 2015년: 식품 안전(Food Safety)

- 2016년: 당뇨병(Diabetes)

- 2017년: '우울증'(Depression: Let's talk.)

- 2018년: '모두를 위한 건강'(Health For All)
- 2019년: '모두를 위한 건강'(Health For All)
- 2020년: '간호사와 조산사를 지원하자'(Support nurses and midwives)
- 2021년: 더 공정하고 건강한 세상을 위해 함께 (For a fairer, healthier world)
- 2022년: 우리의 지구, 우리의 건강 (Our Planet, Our Health)

## 보건의 날
현재 대한민국에서는 매년 4월 7일을 국민의 보건 향상을 강조하기 위해 '보건의 날'로 기념한다. 1952년부터 1972년까지는 세계 보건 기구(WHO) 주관으로 '세계 보건일' 행사를 거행하다가 1973년 '나병의 날'(1월 마지막 일요일), '세계 보건일', '세계 적십자의 날'(5월 8일),‘국제간호사의 날’(5월 12일), ,‘구강의 날’(6월 9일), ‘귀의 날’(9월 9일), ‘약(藥)의 날’(10월 10일), ‘눈의 날’(11월 1일)을 합쳐 '각종 기념일 등에 관한 규정'에 따라 제정된 국가기념일인 '보건의 날'으로 지정하고 대한민국 보건복지부 주관으로 국민 보건 향상을 위한 여러 행사를 거행한다.
국민건강증진법(2014년 7월 29일 시행)에서도 보건에 대한 국민의 이해와 관심을 높이기 위하여 4월 7일을 보건의 날을 정하고 보건의 날부터 1주간을 건강주간으로 하며, 국가와 지방자치단체는 보건의 날의 취지에 맞는 행사 등 사업을 시행하도록 노력하여야 한다고 규정하고 있다. 이 날은 보건복지부가 행사 주최 기관으로서 건강관련 중점과제를 선정하고 보건사업의 유공자에 대한 포상을 실시하며, 한국건강증진재단이 행사 주관 기관으로서 보건의 날 캠페인을 실시하고 보건사업 유공자 시상식 등의 기념행사를 총괄한다.

## 상훈
국민 건강 증진과 보건의료 분야 발전에 이바지한 보건의료인과 공무원 등 개인과 단체 등에 포상을 수여한다.

### 2000년 제28회
- 국민훈장 모란장[2]
  - 이장한(종근당 회장)
  - 박인서(삼성제일병원장)
- 국민훈장 동백장
  - 서관석(대한한의사협회 전 회장)
  - 김영배(삼진제약 회장)
- 국민훈장 목련장
  - 이은선(한국야쿠르트 부회장)
  - 조남춘(서울대병원 약제부장)
- 국민훈장 석류장
  - 하종순(대한미용사회 중앙회장)
- 국민포장
  - 노숙령(전 대한영양사회장)
  - 최종만(한국위생관리협회 고문)
  - 엄상주(복산약품 회장)
  - 신준식(한국성인병예방협회이사)

### 2001년 제29회
- 국민훈장 모란장[3]
  - 김일순 연세대 의대 교수이자 한국금연운동협의회장
  - 어준선(안국약품 대표)
- 국민훈장 동백장
  - 채우석(동신대 부속 한방병원장)
  - 유태전(영등포병원 대표)
- 국민훈장 목련장
  - 김 구(약사회 부회장)
  - 김성화(대구천주교회 가톨릭피부과의원 의무원장)
- 국민훈장 석류장
  - 김수철(보건협회 부회장)
  - 황해순(대구치과의사협회 광주시 고문)
  - 주만길(세화약품 대표)
- 국민포장
  - 정관훈(성인제약 대표)
  - 한수길(롯데제과 대표)
  - 박순환(대한한의사협회 부회장)
  - 박명성(한국건강관리협회 대구지부사무국장)
  - 이기섭(속초시 보건소장)
- 대통령 표창
  - 최옥임 대한적십자사 간호팀장 등 10명
- 국무총리 표창
  - 윤청하 건강관리협회 총무기획국장 등 10명

### 2002년 제30회
- 국민훈장 무궁화장:김진복[4]
- 국민훈장 모란장:이종욱
- 국민훈장 동백장:조국현(조내과의원 원장), 정종엽(대한약사회 자문위원)
- 국민훈장 목련장:최현식(중외제약 부회장), 강신효(대한한의사협회감사)
- 국민훈장 석류장:현수환(동원약품 대표이사), 윤흥렬(대한치과의사협회 고문), 최준호(한국의약품수출입협회 회장)

### 2003년 제31회
훈·포장과 대통령상 수상자 41명
- 국민훈장 무궁화장: 이길여 가천의대 이사장
- 국민훈장 모란장: 유승필 주식회사 유유 대표이사, 신영수 건강보험심사평가원장
- 국민훈장 동백장: 27년간 한센병 환자를 치료해온 장재훈
- 국민훈장 목련장: 간호사로서 평생 소외 환자를 돌봐온 박경옥

### 2004년 제32회
- 국민훈장 무궁화장: 소득층에 대한 무료투약 등으로 국민보건 증진에 힘써온 김희중(대한약사회 자문위원)
- 국민훈장 모란장: 한의학 발전에 기여한 최환영(대한한의사협회 명예회장), 극빈층 화상환자 지원에 힘쓴 오석준(한림대 부속 한강성심병원장)
- 국민훈장 동백장
  - 제약산업 발전에 기여한 한승수(제일약품 회장)
  - 이석현(고려대 부속 구로병원장)
  - 리병윤(대한치과의사협회 전북지부)
  - 일본 정부를 상대로 승소해 1천300여명의 원폭 피해자들이 일본 정부로부터 원호수당을 지급받는 계기를 마련한 곽귀훈(전 한국원폭피해자협회 회장)
  - 이주홍(대전광역시 의사회 사무국장) (이상 8명)

### 2005년 제33회
- 국민훈장 무궁화장: 33년간 국내 에이즈 환자 등 소외계층을 보살펴 온 아일랜드 국적의 고명은(본명 커즌스 M A) 수녀[6]
- 국민훈장 모란장:홍창권 중앙대의료원 교수, 박효길 대한의사협회 보험부회장
- 국민훈장 동백장: 정승환 한국의약품수출입협회 회장, 권성원 한국전립선관리협회 회장
- 국민훈장 목련장: 40여년 동안 불우이웃에게 무료 이발봉사를 해 온 최종일, 정재규 대한치과의사협회 회장
- 국민훈장 석류장: 스리랑카에서 의료 봉사활동을 펼치다 순직한 한의사 이상호
- 국민포장: 김태훈 동양당한약방 대표, 김호윤 대한가족보건복지협회 대전·충남지회 사무국장, 김기병 서림식품 대표이사, 김한선 대한적십자사서울적십자병원장, 김상조 삼천당제약㈜ 대표이사, 정복희 경기도의사회 회장
- 대통령표창: 허윤영 한국건강관리협회 기획조정국장, 배인숙 대한영양사협회 이사, 최용묵 경희대의대 교수, 이인재 ㈜녹십자백신제조본부 생산팀장, 이래구 질병관리본부 행정사무관, 강신덕 부산시 행정공무원, 김성종 부평구보건소장, 김정애 울산시 지방간호사무관, 강복수 영남대의대 교수, 유설조 경기교육청 지방보건주사[7]
- 보건복지부 장관 표창: KBS `생로병사의 비밀'팀, MBC `뮤직뱅크(금연송)'팀, SBS `오픈스튜디오(담배없는 학교)'팀 등 250명[8]

### 2006년 제34회
- 국민훈장 무궁화장= 23년간 한센병 퇴치와 지체장애인 재활 사업을 펼친 사회복지법인 여수애양병원 김인권 원장
- 국민훈장 모란장= 국가영양 정책을 수립한 연세대 양일선 교수, 의약분업 제도 정착에 기여한 대한약사회 한석원 총회의장
- 국민훈장 동백장=한국만성질환관리협회 신준식 부회장, 서울대윤병원 김윤수 원장
- 국민훈장 목련장=이재현 치의학 박사, 글로벌케어 박용준 대표
- 국민훈장 석류장=㈜동아제약 김원배 대표이사
- 국민포장=나사렛한방병원 이강일 병원장, 인구보건복지협회 조재규 경남지회본부장, 한국보건사회연구원 한영자 부연구위원, 황규선 치과의원장, 대한불교조계종사회복지재단 이용권 사무국장
- 대통령 표창=한빛복지협회 임두성 회장, 한국건강관리협회 장상철 총무국장, 무안군보건소 유경순 소장, 한국음식업중앙회대전광역시지회 제갈창균 지회장, 한림대 의대 김용선 학장, 주한 미8군 18의무사령부 테리 클라인 대령, 한국베링거잉겔하임 미샤엘 리히터 전 회장, 경북도교육청(단체 표창), 포항시치과의사회(단체 표창)

### 2007년 제35회
- 국민훈장 무궁화장: 유태전 전 대한병원협회장인(영등포병원 이사장)
- 국민훈장 모란장: 안대종 전북 원광대총동문회 회장(원천의료재단 이사장)[9]
- 국민훈장 석류장: 의료법인 고담의료재단(이사장 김복광)

### 2008년 제36회
- 국민훈장 무궁화장: 1956년 서울 을지로에 '박영하 산부인과 병원' 개원을 시작으로, 을지의료원과 을지대학교를 설립하고 무료봉사단을 구성해 20여년간 소외계층에 무료 진료를 한 박영하 을지재단 회장[10]
- 국민훈장 모란장: 송재승 인화재단 이사장

### 2009년 제37회
- 국민훈장 무궁화장=보건사회부장관 재임 기간 사회복지 전담 공무원 2천 명을 전국에 배치하고 129 응급의료 체계를 도입했으며, 2000년부터 제약협회 수장을 맡아 의약품 제조ㆍ유통 구조 개선에 이바지한 김정수 전 한국제약협회장[11]
- 국민훈장 모란장=소외 계층을 상대로 꾸준히 의료봉사를 한 김철수 전 대한병원협회장(양지병원 이사장)
- 국민훈장 동백장=권인희 한국시각장애인연합회장
- 국민훈장 목련장=이동범 건강보험심사평가원 상무이사
- 국민훈장 석류장=손인자 서울대병원 약제부장
- 옥조 근정훈장=유형준 한림의대 교수·박혜련 명지대 교수
- 국민포장=신상구 서울의대 교수·김현옥 연세의대 교수 등 5명
- 대통령 표창=김한겸 고려의대 교수·이정숙 동아대의료원 간호부장 등 11명
- 국무총리 표창=이원기 전 경상북도의사회장·고원중 성균관의대 교수·김이규 원장(서울 동작·김이규산부인과의원)·신현민 한국희귀난치성질환연합회장·김종필 한국한센복지협회 연구원장 등 14명
- 복지부장관 표창=조옥희 전라북도청 주사보(복지여성보건국 보건위생과) 등 190명．

### 2010년 제38회
국민훈장 7명, 국민포장 5명, 대통령표창 11명, 국무총리 표창, 14명, 장관표창 180명 등 217명
- 국민훈장 무궁화장: 성애병원과 광명성애병원에서 40만6000명의 국가 유공자를 진료한 김윤광 성애의료재단 이사장
- 국민훈장 모란장: 한국의약품도매협회를 창립한 김기운 백제약품 대표이사
- 국민훈장 동백장: 극빈 한센인 9500여명에게 생계비 2억8700만원을 지원한 조을연 재단법인 티엘엠선교회 이사장[12]
- 국민훈장 석류장
  - 2년이후 현재까지 지역주민의 건강증진과 인보사업을 통한 불우이웃돕기에 앞장선 이형철 전 대약부회장
  - 김유영 을지병원 호흡기알레르기내과 교수[13]
  - 한방의료 소외지역과 소외계층에 대한 지속적인 의료봉사활동을 실시해 국민보건 향상에 기여한 안재규 대한한의사협회 명예회장[14]
- 대통령 표창: 전국 최초 휴무일 근무약국 안내시스템 도입과 전문 직능단체에서 16년 간 임원으로 활동하며 정부 보건복지정책에 협력한 옥태석 전 부산시약회장

### 2011년 제39회
지제근 서울대학교 명예교수와 송경태 의수협 명예회장 등 훈장 7명, 포장 5명, 대통령 표창 9명, 국무총리 표창 12명 및 복지부 장관 표창 170명 총 203명에 대한 포상
- 국민훈장 무궁화장: 49년간 보건의료분야에 종사하며 우리나라 보건의료분야 발전을 선도했고, 우리나라 의학용어 초석을 다지고 의학수준 향상 및 국제적 지위 향상에 기여한 공로로 지제근 서울대학교 명예교수
- 국민훈장 모란장: 의약품 수출 진흥을 위해 지식경제부, 보건복지부, 중소기업청, 지자체 등과 협력해 해외전시회 및 시장개척단을 파견, 최초로 의약품 수출실적을 15억달러 달성하는데 크게 기여한 송경태 의약품수출입협회 명예회장
- 국민훈장 동백장: 공공보건과 한의학 발전에 기여한 엄종희 대한한의사협회 명예회장[16]
- 국민훈장 목련장: 변승열 경북 포항의료원 원장
  - 박상근 인제대 백중앙의료원 원장
  - 염진호 안동 유리의료재단 이사장
  - 이해석 전북 희귀 난치성질환자 지원센터 센터장

### 2012년 제40회
- 국민훈장 무궁화장: 일신기독병원(당시 일신부인병원)을 설립해 산모와 아기를 위해 헌신한 오스트레일리아 출신 의료선교사 고 매혜란(영어이름 헬렌 펄 매켄지)[17]
- 국민훈장 석류장
  - 경북 북부지역 유일한 공공의료기관으로서 역할을 수행하는데 기반을 마련한 신현수 안동의료원 원장[18]
  - 국민의 보건의식 향상과 건강증진에 기여한 한국건강관리협회 남서중 사무총장
- 보건복지부 장관 표창: 국민의 보건의식 향상과 건강증진에 기여한 한국건강관리협회 정성윤 과장, 서울동부지부 권용재 과장 등 7명[19]

### 2013년 제41회
- 국민훈장 무궁화장: 지난 40여년 간 가톨릭대 의대 예방의학교실 교수로 근무하며 교육, 연구, 정부정책자문, 보건의료 사회단체 활동 등을 통해 질병예방과 국민건강증진에 기여하고 국내 최초 민간 금연단체인 한국금연운동협의회를 발족하는 데 힘을 보탰으며, 범국민금연운동본부 및 대한금연학회의 설립을 주도했다. 또 세계보건기구에서 담배규제기본협약을 제정할 때 우리나라 민간대표로 참석하는 등 국내 금연운동의 선구자 맹광호 가톨릭대 의대 명예교수[20]
- 국민훈장 석류장: 구순구개열 환아를 치료하고 환아들의 권익을 향상시킨 엄기일 건국대학교병원 성형외과 교수[21]
- 숨은 유공자 상 국무총리 표창[22]
  - 북한이탈주민 무료건강검진, 생활보호대상자를 위한 무료수술, 차상위 계층을 위한 의료보험료 지원 등 어려운 이웃들을 위한 여러 가지 의료봉사 활동을 한 류혜경 광주 서광병원장[23]
  - 2008년부터 눈 건강의 중요성을 알리기 위해 전국 초등학교를 찾아가 교육하는 `초롱이 눈 건강 교실' 운영을 지원하고 있으며 여름과 겨울에는 저시력 아동을 대상으로 재활캠프도 제공펼쳐온 실명예방 사회공헌활동에 대한 공로 LG디스플레이(대표 한상범)[24]

### 2014년 제42회
- 건강분야의 비전: 보건의료 발전에 따라 기대수명이 증가하였으나 건강수명과 10년 가까이 격차를 보이고 있어 개인과 사회에 모두 부담이 되고 있다며, 건강수명을 연장하여 건강하고 행복한 사회 구현
- 수상자: 개인 218명(훈장 7, 포장 5, 대통령표창 8, 국무총리 12, 보건복지부장관상 186)과 단체 4개기관(대통령표창 1, 장관표창 3)[25]
- 국민훈장 무궁화장: 국내 최초 고혈압 신약 ‘카나브’를 개발한 김승호 보령제약 회장[26]
- 국민훈장 목련장: 의약품처방조제 지원서비스의 기반을 조성한 공로 박정연 건강보험심사평가원 업무상임이사
- 국민훈장 동백장: 산업과 연구기술을 상용화해 보건산업의 선진화에 기여한 윤동한 한국콜마주식회사 대표이사
- 홍조근정 훈장: 소외계층에 대한 의료지원과 지진해일 등 국외 재난지역에 대한 진료봉사단을 파견한 김한선 서울 서북병원장
- 국민포장
  - 20여년간 한미간 의료보장과 보건정책분야 연구, 교류 등을 지원한 제이 머천트(Jay Merchant) 미국보건복지부 (Department of Health and Human Service, HHS) 산하 의료보장본부의 국제협력자문관
  - 노숙자 시설과 탈북자 거주시설 등 소외계층 환자들에게 야간이나 주말을 이용하여 21년간 봉사활동을 한 박영채 목고박치과의원 원장
- 대통령표창
  - 음독 자살용으로 용용된 그라목손의 등록을 취소하고 고독성 농약의 관리를 강화한 농촌진흥청
- 보건복지부장관 표창
  - 잣절마을 건강네트워크는 자발적인 국민조직을 구성해 지역내 건강지도자를 양성하고 건강증진 프로그램을 개발한 서울시 구로구

### 2015년 제43회
국민건강의 도약을 위해 4대 중증질환과 3대 비급여 부담 완화 등 국정과제를 차질 없이 이행
- 국민훈장 무궁화장: 보건의료교육·제도 발전과 국제 보건향상에 기여한 신영수 세계보건기구(WHO) 서태평양지역(WPRO) 사무처장[27]
- 국민훈장 모란장: 의약분업 및 약사제도 발전에 공헌한 원희목 대한약사회 자문위원
- 국민훈장 동백장: 한국 간호교육의 선구자인 마거릿 제인 에드먼즈
- 녹조근정훈장: 성명훈 서울대 교수
- 국민훈장 석류장: 서홍관 한국금연협의회장·이수백 열린치과봉사회 고문
- 옥조근정훈장: 닥터헬기 도입과 필리핀 타크로반 재난 및 세월호 재난 시 응급의료지원에 주요한 역할을 한 이강현 연세대 교수[28]

## 같이 보기
- 국제 요가의 날
- 세계보건기구
- 건강 증진
- 세계 당뇨의 날
- 세계 정신건강의 날